# 蔡阳郡
蔡阳郡，中国南北朝时设置的郡。
南朝齐置，治所在东蔡阳县、西蔡阳县（南梁并为蔡阳县，在今湖北省枣阳市西南）。辖境约当今湖北省枣阳市地。南梁以后辖境缩小。隋朝开皇初年废。 